# Biatlon op de Olympische Jeugdwinterspelen 2020
Biatlon is een van de olympische sporten die beoefend worden tijdens de Olympische Jeugdwinterspelen 2020 in Lausanne. De wedstrijden worden van 11 tot en met 15 januari gehouden in het Franse Les Tuffes. Er zijn in totaal zes onderdelen; de sprint en achtervolging voor zowel de jongens als de meisjes en twee vormen van gemengde estafettes.

## Deelnemers
De deelnemers moeten in 2002 of 2003 geboren zijn. Het maximale aantal deelnemers is door het IOC op 100 jongens en 100 meisjes vastgesteld. Per land mogen 4 jongens en 4 meisjes worden geselecteerd.

## Medailles

### Jongens
| Onderdeel               | Goud | Goud          | Zilver | Zilver          | Brons | Brons          |
| ----------------------- | ---- | ------------- | ------ | --------------- | ----- | -------------- |
| sprint (7,5 km)         | POL  | Marcin Zawół  | RUS    | Denis Irodov    | NOR   | Vegard Thon    |
| achtervolging (12,5 km) | RUS  | Oleg Domichek | AUT    | Lukas Haslinger | FRA   | Mathieu Garcia |

### Meisjes
| Onderdeel             | Goud | Goud          | Zilver | Zilver            | Brons | Brons               |
| --------------------- | ---- | ------------- | ------ | ----------------- | ----- | ------------------- |
| sprint (6 km)         | RUS  | Alena Mokhova | RUS    | Anastasiia Zenova | AUT   | Anna Andexer        |
| achtervolging (10 km) | RUS  | Alena Mokhova | FRA    | Jeanne Richard    | BLR   | Yuliya Kavaleuskaya |

### Gemengd
| Onderdeel          | Goud | Goud                                                         | Zilver | Zilver                                                      | Brons | Brons                                                             |
| ------------------ | ---- | ------------------------------------------------------------ | ------ | ----------------------------------------------------------- | ----- | ----------------------------------------------------------------- |
| single mixed relay | FRA  | Jeanne Richard Mathieu Garcia                                | ITA    | Linda Zingerler Marco Barale                                | SWE   | Sara Andersson Oscar Andersson                                    |
|                    |      |                                                              |        |                                                             |       |                                                                   |
| mixed relay        | ITA  | Martina Trabucchi Linda Zingerle Nicolo Betemps Marco Barale | RUS    | Aljona Mochova Anastasia Zenova Denis Irodov Oleg Domitsjek | FRA   | Fany Bertrand Leonie Jeannier Theo Guiraud-Poillot Mathieu Garcia |

Alpineskiën · Biatlon · Bobsleeën · 
Curling · Freestyleskiën · IJshockey · Kunstrijden · Langlaufen · Noordse combinatie · Rodelen · Schaatsen · Schansspringen · Shorttrack · Skeleton · Snowboarden · Toerskiën